# 愛的劇本
愛的劇本是CHiCO的第二張單曲，於2014年8月6日發行。

## 概要
《愛的劇本》（日语：アイのシナリオ）是CHiCO和HoneyWorks合作，以「CHiCO with HoneyWorks」名義推出的第二張單曲，為電視動畫《魔術快斗1412》的OP。單曲分為兩種版本，分別為：
- 期間生產限定盤
  - 規格編號：SMCL-373
  - 封面為怪盗キッド(黑羽快斗)
- 通常盤
  - 規格編號：SMCL-372
  - 封面為CHiCO，Rokoru負責角色設計，並由Yamako繪製

## 收錄曲目
| CD   | CD                      | CD       | CD   |
| 曲序 | 曲目                    | 原文曲目 | 时长 |
| ---- | ----------------------- | -------- | ---- |
| 1.   | 愛的劇本                |          | 4:18 |
| 2.   | 融雪                    |          | 4:46 |
| 3.   | 愛的劇本 -instrumental- |          | 4:18 |
| 4.   | 融雪 -instrumental-     |          | 4:45 |